# Primeiro-ministro da Guiné Equatorial
O Primeiro-ministro da Guiné Equatorial (em francês:  Première ministre de Guinée-Équatoriale/em castelhano:  Primer ministro de Guinea Ecuatorial) é o chefe de governo da República da Guiné Equatorial desde a criação do cargo em 1982.
O atual primeiro-ministro da Guiné Equatorial é Manuel Osa Nsue Nsua, nomeado pelo presidente Teodoro Obiang Nguema Mbasogo em 2024.

## Primeiros-ministros daGuiné Espanhola
Antes da independência da Guiné Equatorial em relação à Espanha em 1968, o cargo de primeiro-ministro já existia e durante o período entre a criação do cargo e a independência do pais apenas Bonifacio Ondó Edu ocupou as funções, entre 15 de dezembro de 1963 e 12 de outubro de 1968. 

## Primeiros-ministros da Guiné Equatorial
| N  | Nome                                | mandato | mandato  |
| -- | ----------------------------------- | ------- | -------- |
| 1  | Bonifacio Ondó Edu(1922–1969)       | 1963    | 1968     |
| 2  | Francisco Macías Nguema(1924–1979)  | 1968    | 1979     |
| 3  | Teodoro Obiang Nguema Mbasogo       | 1979    | 1982     |
| 4  | Cristino Seriche Bioko              | 1982    | 1992     |
| 5  | Silvestre Siale Bileka              | 1992    | 1996     |
| 6  | Ángel Serafín Seriche Dougan        | 1996    | 2001     |
| 7  | Cándido Muatetema Rivas(1960–2014)  | 2001    | 2004     |
| 8  | Miguel Abia Biteo Boricó(1961–2012) | 2004    | 2006     |
| 9  | Ricardo Mangue Obama Nfubea         | 2006    | 2008     |
| 10 | Ignacio Milam Tang                  | 2008    | 2012     |
| 11 | Vicente Ehate Tomi                  | 2012    | 2016     |
| 12 | Francisco Pascual Obama Asue        | 2016    | 2023     |
| 13 | Manuela Roka Botey                  | 2023    | 2024     |
| 14 | Manuel Osa Nsue Nsua                | 2024    | presente |